# Іванковське
Іва́нковське (рос. Иванковское) — селище у складі Мішкинського району Курганської області, Росія. Входить до складу Мішкинського міського поселення.
Населення — 129 осіб (2010, 163 у 2002).